# No Parole from Rock 'n' Roll
Pour les articles homonymes, voir Parole (homonymie).
Albums de Alcatrazz
Live Sentence
(1984)
No Parole From Rock N' Roll est le premier album d'Alcatrazz sorti en 1983.